# Freamunde
Freamunde è una freguesia del comune portoghese di Paços de Ferreira; occupa un'area di 4,68 km² che, al censimento del 2011, racchiude una popolazione di 7 452 abitanti.
Freamunde è un nome millenario, genitivo di "Fredemundus", di origine germanica. La radice "Frea" (di FRIJUS), ovvero pace, ed il suffisso protezione (di MONDE) si aggregano per formare Freamunde.
Il toponimo "Freamunde", diventato identificativo del luogo, rievoca una "terra di pace e di protezione" o di "supporto alla pace", periodo di cessazione delle ostilità da parte degli Suebi, popolo germanico proveniente dall'area del Mar Baltico, che si insediarono nel territorio, intorno al 410, provenienti durante le invasioni barbariche della Penisola iberica.

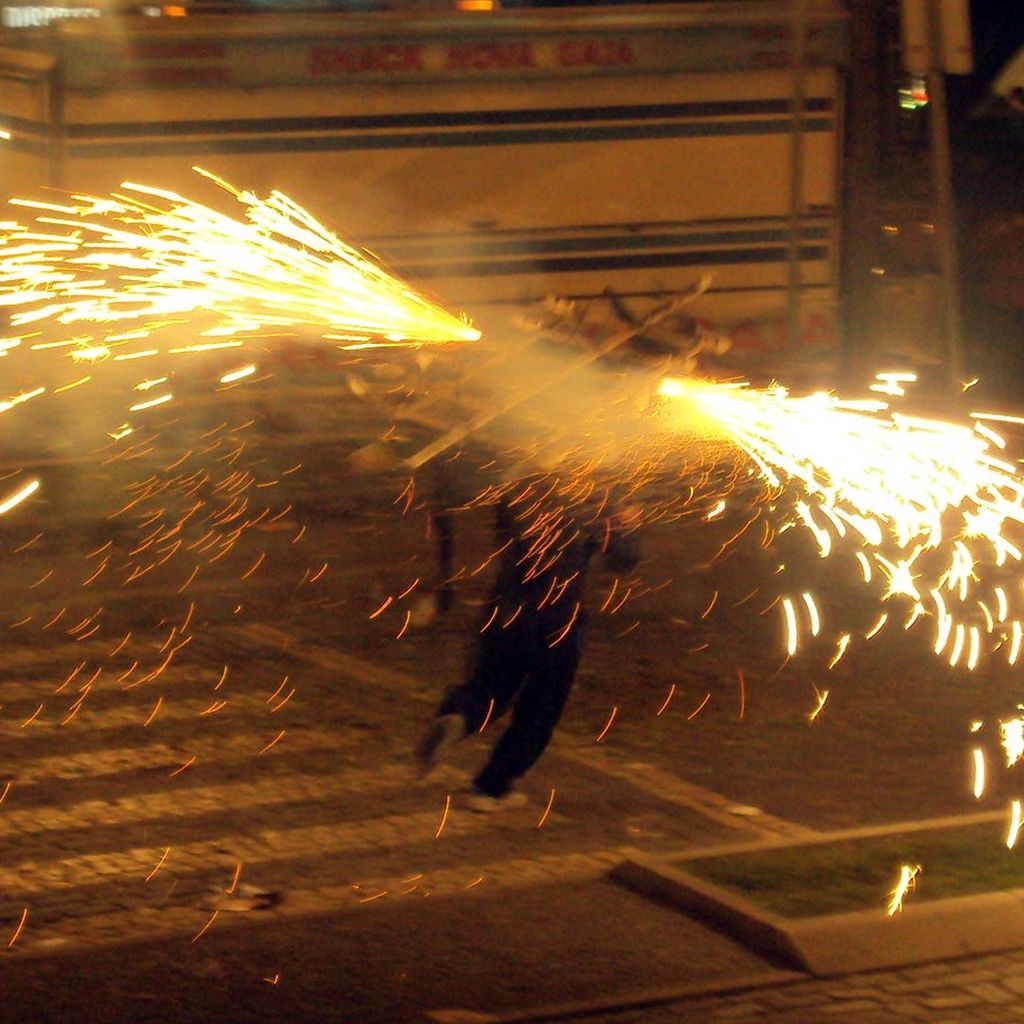
La vaca de fogo.

Freamunde è una città conosciuta a livello nazionale per la "Feira dos Capões" (fiera dei capponi), ma anche per le Festas Sebastianas e il "Grupo Teatral", compagnia teatrale che ha ricevuto numerosi riconoscimenti a livello nazionale ed ha rappresentato il Portogallo all'estero. Freamunde rappresenta nel territorio una terra ricca di storia che viene sottolineata da numerose manifestazioni popolari e fiere, sull'allevamento dei colombi, la pesca e la caccia, e festival culturali a tema teatrale e musicale.
Oltre ad un mercato bisettimanale che si tiene il 13 ed il 27 di ogni mese, a Freamunde si svolgono, il secondo fine settimana di luglio, le Festas Sebastianas, all'interno delle quali viene rievocato il rito della "vaca de fogo", evento pirotecnico legato ad un simulacro di una mucca riempita da fuochi artificiali, e la Feira dos Capões, che ricorre ogni anno il 13 dicembre.

## Monumenti e luoghi d'interesse
- Capela S. Francisco
- Capela S. António

## Sport
La cittadina è sede di una società calcistica professionistica, lo Sport Clube Freamunde, fondata nel 1933 e che vanta numerose presenze in Segunda Liga, il secondo livello del campionato portoghese di calcio.